# Pieni Ahosaari
Pieni Ahosaari är en ö i Finland. Den ligger i sjön Laakajärvi och i kommunen Kajana i den ekonomiska regionen  Kajana ekonomiska region  och landskapet Kajanaland, i den centrala delen av landet, 400 km norr om huvudstaden Helsingfors. Öns area är 2 hektar och dess största längd är 220 meter i nord-sydlig riktning.